# Lyudmila Postnova
Lyudmila Postnova (em russo:Людмила Григорьевна Постнова: Iaroslavl, 31 de maio de 1982) é uma handebolista profissional russa, medalhista olímpica.
Lyudmila Postnova fez parte do elenco medalha de prata, de Pequim 2008.